# Liste der Kulturgüter in Böttstein
Die Liste der Kulturgüter in Böttstein enthält alle Objekte in der Gemeinde Böttstein im Kanton Aargau, die gemäss der Haager Konvention zum Schutz von Kulturgut bei bewaffneten Konflikten, dem Bundesgesetz vom 20. Juni 2014 über den Schutz der Kulturgüter bei bewaffneten Konflikten sowie der Verordnung vom 29. Oktober 2014 über den Schutz der Kulturgüter bei bewaffneten Konflikten unter Schutz stehen.
Objekte der Kategorien A und B sind vollständig in der Liste enthalten, Objekte der Kategorie C fehlen zurzeit (Stand: 1. Januar 2023). Unter übrige Baudenkmäler sind weitere geschützte Objekte zu finden, die in der Bau- und Nutzungsordnung der Gemeinde verzeichnet und nicht bereits in der Liste der Kulturgüter enthalten sind.

## Kulturgüter
| Foto |                                                            | Objekt | Kat. | Typ | Standort                       | Beschreibung |
| ---- | ---------------------------------------------------------- | --- | ---- | --- | ------------------------------ | ------------ |
| ja   | Datei hochladen · Wikidata zu Schlosskapelle (Q14565180)   | Schlosskapelle KGS-Nr.: 00069                                                                                      | A    | G   | Schlossweg 18 659145 / 267435  |              |
| ja   | Datei hochladen · Wikidata zu Ölmühle, Sägerei (Q19362301) | Ölmühle, Sägerei KGS-Nr.: 09848                                                                                    | A    | G   | Schlossweg 4.3 659138 / 267357 |              |
| ja   | Datei hochladen · Wikidata zu Schloss Böttstein (Q1409854) | Schloss mit Nebenbauten (Innenhof mit Brunnen; Toranlage; Kaplanei und Grabmal Schmid von Bellikon) KGS-Nr.: 15249 | B    | G   | Schlossweg 20 659197 / 267439  |              |

## Übrige Baudenkmäler
| ID        | Foto |                                                                 | Objekt                  | Typ | Standort                                                           | Beschreibung |
| --------- | ---- | --------------------------------------------------------------- | ----------------------- | --- | ------------------------------------------------------------------ | ------------ |
| 902       | ja   | Datei hochladen                                                 | Böttsteiner Mühlen      | G   | Hauptstrass / Schlossweg 4 659136 / 267369                         |              |
| offen     | BW   | Datei hochladen                                                 | Historische Grenzsteine | X   | Böttstein 657719 / 267414                                          |              |
| 917 (neu) | ja   | Datei hochladen · Wikidata zu Böttsteiner Mühlebach (Q58987977) | Böttsteiner Mühlebach   | X   | Böttstein ("Nünbrünne" bis Aare unterhalb Schloss) 658646 / 267643 |              |

Legende: Siehe Legende der Liste der Kulturgüter von nationaler und regionaler Bedeutung. Anstelle der KGS-Nummer wird als Objekt-Identifikator (ID) die Inventar- oder Gebäudenummer in der Bau- und Nutzungsordnung der Gemeinde verwendet.